# Корнешты (Черновицкая область)
Корнешты (укр. Корнешти) — село в Клишковецкой сельской общине Днестровского района Черновицкой области Украины.
До 2020 года входило в Хотинский район
Население по переписи 2001 года составляло 162 человека. Почтовый индекс — 60012. Телефонный код — 3731. Код КОАТУУ — 7325088005.